# 蘇菲亞學派

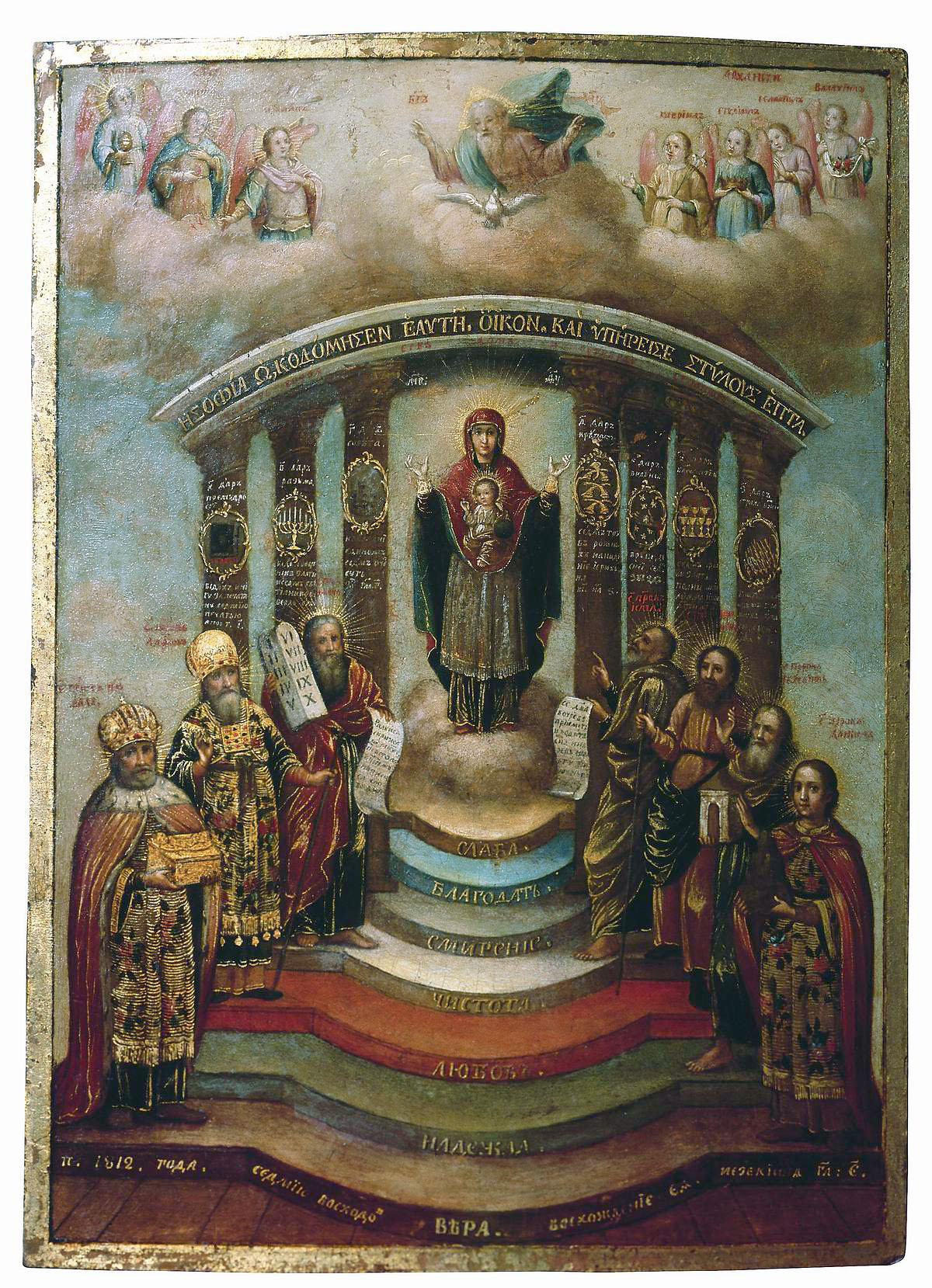
乌克兰（基辅）图标，东正蘇菲亞神學，神圣智慧，1812。

蘇菲亞學派是一个有争议的俄罗斯东正教派別，认为神的智慧（譯作：蘇菲亞）就是神的本质，并且神的智慧在世界上以某种方式表达为「有创造力的」智慧。 然而这个概念经常被誤解為在三位一体中引入“第四位格”。 
争议起源于近世。在1890年代至1910年代。蘇菲亞學派是由弗拉基米尔·索洛维约夫（1853–1900），帕维尔·弗洛伦斯基（1882-1937）和谢尔盖·布尔加科夫（1871-1944） 提出。
1935年，部分蘇菲亚學說學者遭到莫斯科及全俄羅斯牧首和其他俄罗斯东正教的譴責 。 尽管布尔加科夫受到了上述的谴责，但Eulogius所委托的一个委员会对布尔加科夫的蘇菲亞学說进行了分析，发现他的体系雖然存在问题，但不是异端，因此也没有发表正式的谴责。
托马斯·默顿（Thomas Merton）研究了俄罗斯的蘇菲學家，并在其名为《Hagia Sophia》（1963）的诗中赞扬了蘇菲亚。 
约翰（1993）和米汉（1996）指出俄国“蘇菲亞”的争议与西方女性主义神学中“上帝的性别”辩论之间的相似之处。 

## 參看
- 神學
- 東正教